# India Martínez

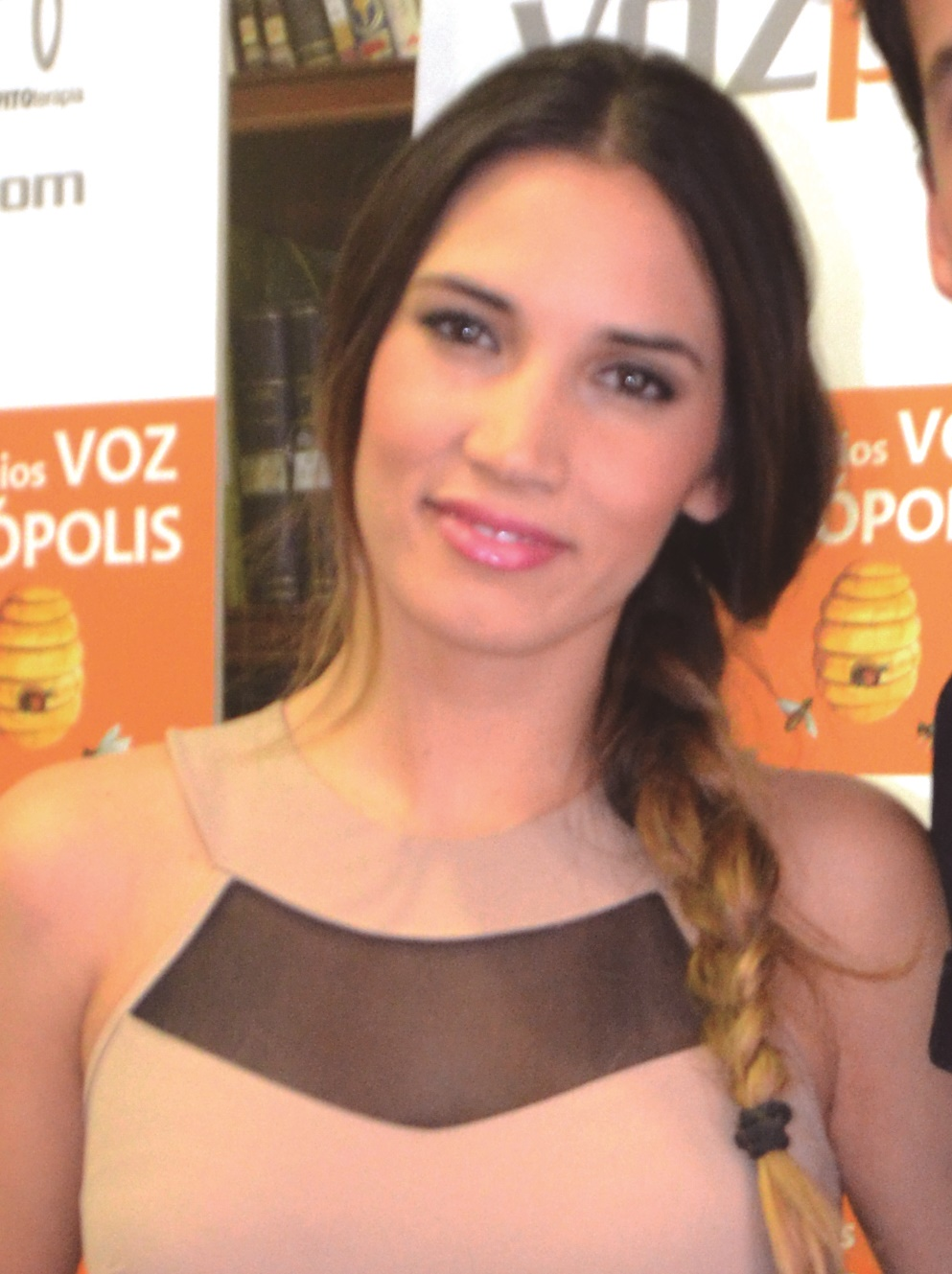
India Martínez (2014)

Jennifer Jessica Martínez Fernández (* 13. Oktober 1985 in Córdoba), besser bekannt als India Martínez, ist eine spanische Pop- und Flamencosängerin.

## Karriere
India Martínez begann sich schon als Kind für Flamenco zu interessieren. Als Teenager trat sie bereits unter dem Namen La Niña del Puerto in Cafés auf. 1998 erreichte sie das Finale des Kindertalentwettbewerbes Veo, Veo, woraufhin sie auf ersten Festivals auftrat.
2003 veröffentlichte sie mit Azulejos de lunares ihr Debütalbum, auf welches 2009 Despertar folgte. Mit ihrem dritten Album Trece verdades erreichte sie erstmals die spanischen Charts und stieg bis auf Platz acht. Ihr fünftes Album Te cuento un secreto erreichte 2016 die Chartspitze.

## Diskografie

### Alben
| Jahr | Titel                     | Höchstplatzierung, Gesamtwochen, AuszeichnungChartsChartplatzierungen (Jahr, Titel, Platzierungen, Wochen, Auszeichnungen, Anmerkungen) | Anmerkungen                              |
| Jahr | Titel                     | ES | Anmerkungen                              |
| ---- | ------------------------- | --- | ---------------------------------------- |
| 2011 | Trece verdades            | ES8 Platin · (63 Wo.)ES | Erstveröffentlichung: 26. September 2011 |
| 2012 | Otras verdades            | ES2 Platin · (76 Wo.)ES | Erstveröffentlichung: 23. Oktober 2012   |
| 2013 | Camino de la buena suerte | ES3 Gold · (59 Wo.)ES | Erstveröffentlichung: 7. Oktober 2013    |
| 2014 | Dual                      | ES2 Platin · (78 Wo.)ES | Erstveröffentlichung: 14. Oktober 2014   |
| 2016 | Te cuento un secreto      | ES1 Gold · (77 Wo.)ES | Erstveröffentlichung: 21. Oktober 2016   |
| 2019 | Palmeras                  | ES4 (25 Wo.)ES | Erstveröffentlichung: 25. Oktober 2019   |
| 2022 | Nuestro Mundo             | ES11 (16 Wo.)ES | Erstveröffentlichung: 2. Dezember 2022   |
| 2025 | Aguachile                 | ES79 (1 Wo.)ES | Erstveröffentlichung: 30. Mai 2025       |

Weitere Alben
- 2003: Azulejos de lunares
- 2009: Despertar

### Singles
| Jahr | Titel Album                                   | Höchstplatzierung, Gesamtwochen, AuszeichnungChartsChartplatzierungen (Jahr, Titel, Album, Platzierungen, Wochen, Auszeichnungen, Anmerkungen) | Anmerkungen                                                 |
| Jahr | Titel Album                                   | ES | Anmerkungen                                                 |
| ---- | --------------------------------------------- | --- | ----------------------------------------------------------- |
| 2011 | Vencer al amor Trece verdades                 | ES3 Platin · (38 Wo.)ES | Erstveröffentlichung: 19. Juli 2011                         |
| 2012 | 90 Minutos Trece verdades                     | ES18 ×2Doppelplatin · (16 Wo.)ES |                                                             |
| 2012 | Naturaleza –                                  | ES25 (3 Wo.)ES | Erstveröffentlichung: 21. Februar 2012 mit Estopa           |
| 2012 | Hoy Otras verdades                            | ES6 Platin · (20 Wo.)ES | Erstveröffentlichung: 11. September 2012                    |
| 2013 | Los gatos no ladran Camino de la buena suerte | ES25 Gold · (8 Wo.)ES | Erstveröffentlichung: 29. Juli 2013                         |
| 2014 | Si me ves Dual                                | ES29 (1 Wo.)ES | mit Manuel Carrasco                                         |
| 2014 | Niño sin miedo Dual                           | ES10 (6 Wo.)ES | Erstveröffentlichung: 4. August 2014 feat. Rachid Taha      |
| 2014 | Olvidé respirar Dual                          | ES27 Platin · (13 Wo.)ES | Erstveröffentlichung: 22. September 2014 feat. David Bisbal |
| 2016 | Todo no es casualidad Te cuento un secreto    | ES76 Gold · (4 Wo.)ES | Erstveröffentlichung: 19. August 2016                       |
| 2020 | Convénceme Palmeras                           | ES82 Gold · (6 Wo.)ES | Erstveröffentlichung: 1. Oktober 2020 mit Marc Anthony      |
| 2022 | Si ella supiera Nuestro Mundo                 | ES53 ×3Dreifachplatin · (35 Wo.)ES | Erstveröffentlichung: 2. September 2022 feat. Melendi       |

Weitere Singles
- 2004: Sobrellevé
- 2009: Amanece el día
- 2009: Anna
- 2012: Manuela
- 2016: Angel
- 2017: Gris (feat. Prince Royce, ES: Gold)
- 2017: Estoy contigo (La Oreja de Van Gogh feat. Ana Torroja, Melendi, Iván Ferreiro, Maldita Nerea, Vanesa Martín, India Martínez, Rozalén, Andrés Suárez, Funambulista & David Otero, ES: Gold)
- 2019: La gitana (ES: Platin)
- 2021: No me basta (mit Dvicio, ES: Gold)
- 2022: 5 sentíos (mit Andy Rivera, ES: Platin)
- 2023: Con Sólo Una Sonrisa (mit Melendi, ES: Gold)
- 2024: Las burbujas del jacuzzi (feat. Greeicy & Lele Pons, ES: Gold)

Weitere Lieder mit Auszeichnungen
- 2014: Corazon Hambriento (feat. Abel Pintos, ES: Gold)
- 2019: Conmigo (ES: Gold)